# Хуссейн Фадель
Хуссайн Фадель (араб. حسين فاضل عبد الله معتوق‎; род. 9 октября 1984, Эль-Кувейт) — кувейтский футболист, выступавший на позиции защитника.

## Клубная карьера
Молодёжную карьеру провёл в «Аль-Кадисия», где и начал свою профессиональную карьеру в 2003 году. В августе 2012 года был приглашен в английский «Ноттингем Форест», но контракт между ними не был подписан. 
В 2013 году был отдан в аренду в эмиратский клуб «Аль-Вахда», в котором играет по настоящее время.

## Национальная сборная
В национальной сборной Хуссейн Фадель дебютировал в 2008 году. Эстрада был включён в заявку сборной Кувейта на Кубок Азии 2011 в Катаре и Кубок Азии 2015 в Австралии.

### Голы за сборную
| # | Дата            | Место                                      | Противник   | Счёт | Результат | Соревнование            |
| - | --------------- | ------------------------------------------ | ----------- | ---- | --------- | ----------------------- |
| 1 | 13 июля 2011    | Национальный стадион, Амман, Иордания      | Ирак        | 2:0  | 2:0       | Товарищеский матч       |
| 2 | 6 сентября 2011 | Эль-Кувейт, Кувейт                         | Южная Корея | 1:1  | 1:1       | Квалификация на ЧМ 2014 |
| 3 | 6 февраля 2013  | Раджамангала, Бангкок, Таиланд             | Таиланд     | 2:0  | 3:1       | Квалификация на КА 2015 |
| 4 | 9 января 2015   | Прямоугольный стадион, Мельбурн, Австралия | Австралия   | 0:1  | 4:1       | Кубок Азии 2015         |

## Достижения
- Чемпион Кувейта: 2004/05, 2008/09, 2009/10, 2010/11, 2011/12
- Обладатель Кубка Федерации Кувейта: 2008-2009
- Обладатель Кубка Эмира: 2010, 2011-2012
- Обладатель Суперкубка Кувейта: 2011-2012
- Обладатель Клубного кубка чемпионов Персидского залива: 2005